# Polycyrtus tubulifer
Polycyrtus tubulifer är en stekelart som först beskrevs av Henry Lorenz Viereck 1913.  Polycyrtus tubulifer ingår i släktet Polycyrtus och familjen brokparasitsteklar. Inga underarter finns listade i Catalogue of Life.